# Universiteitsstad

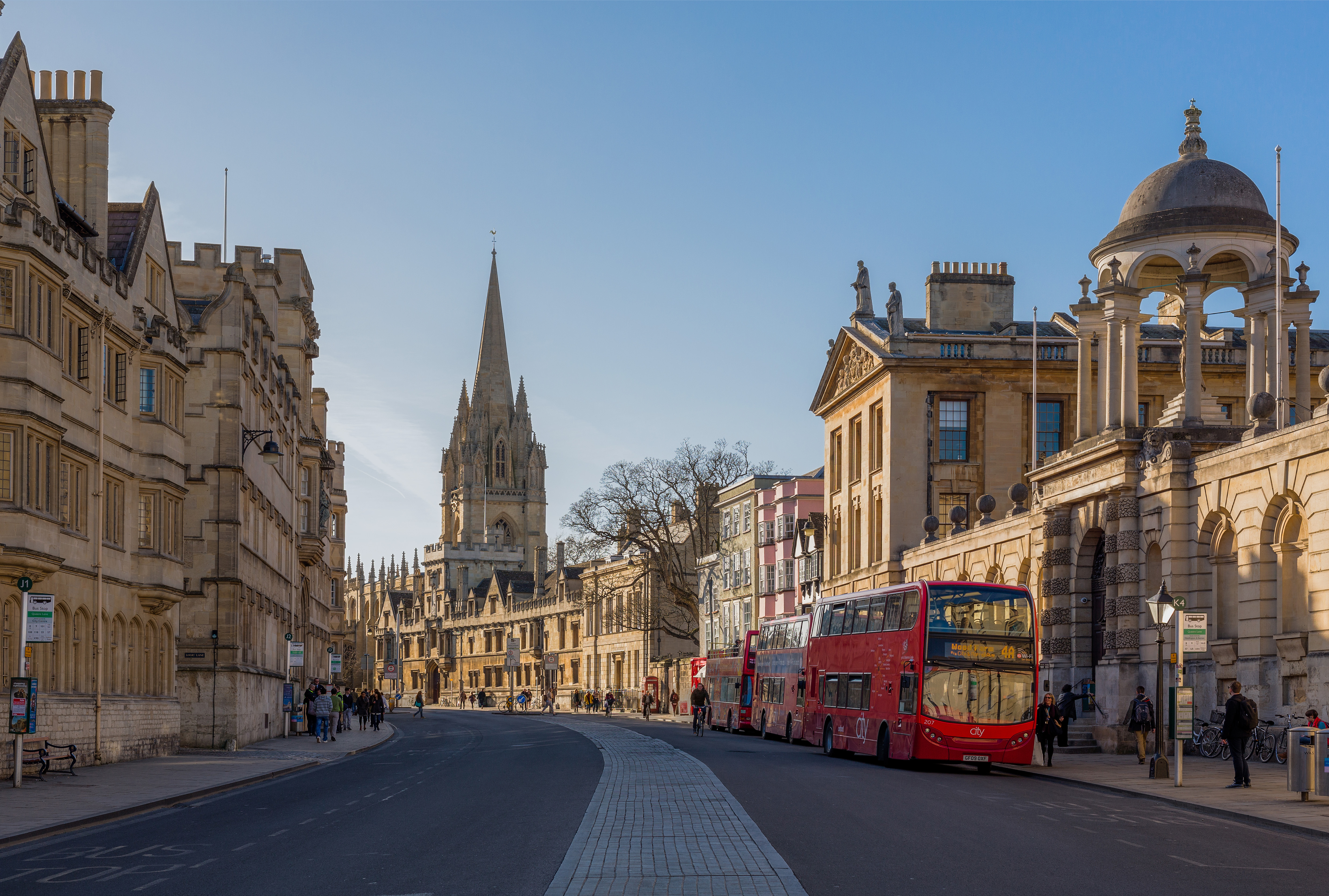
Oxford, een oude universiteitsstad waar de gebouwen van de universiteit verspreid liggen over de hele stad

Een universiteitsstad is een stad, dorp of andere nederzetting waar een universiteit aanwezig is die een belangrijke rol speelt in het lokale openbare leven. Vaak leven er veel studenten en werken veel inwoners aan de universiteit of in een van de universiteit afhankelijke organisatie. Specifiek in Europa is de term voornamelijk voorbehouden voor steden met een oude universiteit, zoals Leuven, Leiden en Oxford.
In sommige steden is er sprake van universiteits- of studentenwijken, waar studenten het merendeel van de bevolking uitmaken. In andere universiteitssteden is de studentenpopulatie meer geïntegreerd in de stad.